# Algemene Vereniging voor Democratie
De Algemene Vereniging voor Democratie was een politieke organisatie, die in Nederland bestond van 1977 tot 2004.
De oprichter en eerste voorzitter van de Algemene Vereniging voor Democratie was het oud-Tweede Kamerlid Johan Scheps (PvdA). Scheps was van mening dat de politieke koers van de Partij van de Arbeid te polariserend was, en zocht aansluiting bij gelijkgezinden uit andere partijen. De bedoeling was de meningsvorming over politiek en staatkunde te bevorderen. Tot de aangeslotenen behoorden oud-premier Willem Drees sr., het DS'70-Kamerlid Henk Staneke, VVD-coryfee Molly Geertsema en de Commissaris der Koningin in de provincie Utrecht, jonkheer Pieter Beelaerts van Blokland (CDA). Vanwege het langzaam maar zeker uitstervende ledenbestand werd de vereniging in 2004 opgeheven.